# Tweede Geneefse Conventie
De Tweede Geneefse Conventie van 1949 (voluit Verdrag van Genève voor de verbetering van het lot der gewonden, zieken en schipbreukelingen van de strijdkrachten ter zee afgekort GC II) is het tweede van de vier Geneefse verdragen die in 1949 gesloten zijn. De officiële taalversies van het verdrag zijn Frans en Engels. De officiële Franse naam is Convention de Genève pour l'amélioration du sort des blessés, des malades et des naufragés des forces armées sur mer de Engelse luidt Geneva convention for the amelioration of the condition of the wounded, sick and shipwrecked members of armed forces at sea.

## Geschiedenis
Dit verdrag kent zijn oorsprong in de aanvullingen van 1868 op de Geneefse Conventie van 1864. Deze aanvullingen hadden tot doel de bepalingen van het Eerste Verdrag uit te breiden, zodat zij ook van toepassing waren op maritieme oorlogsvoering. De aanvullingen werden echter niet geratificeerd en hadden daarom geen geldigheid. Toch kwamen de partijen in de Frans-Duitse Oorlog van 1870-71 en de Spaans-Amerikaanse Oorlog van 1898 overeen om deze bepalingen na te leven. De Verenigde Staten besloten in 1882 om het verdrag als enige te ratificeren.
Tegen het eind van de 19e eeuw wilde het internationale Rode Kruis een nieuwe poging doen om de aanvullende artikelen in een verdrag te zetten. Dit plan strandde echter door de aanname van het Derde Haagse Verdrag van 1899, dat expliciet verwees naar de codificatie van de eerdere aanvullende Geneefse artikelen. Het Haagse Verdrag werd vervangen door het Tiende Haagse Verdrag van 1907. Het Haagse Verdrag zou pas in 1949 vervangen worden door de Tweede Geneefse Conventie.

## Leden
Sinds Zuid-Soedan en Palestina het verdrag van 1949 respectievelijk op 25 januari 2013 en 2 april 2014 ondertekenden, is de conventie thans door 196 landen geratificeerd.